# La lista dei fan**lo
La lista dei fan**lo (The F**k-It List) è un film del 2020 diretto da Michael Duggan.

## Trama
Dopo aver fatto esplodere la sua scuola per una bravata finita male, il talentuoso Brett rimette in discussione tutte le sue scelte. 
Un video mentre impreca contro le imposizioni della società diventa virale, tanto che un'intera comunità crea la propria lista di cose controcorrente facendo di Brett un nuovo guru.